# Miss Universo Alemanha
Miss Alemanha Universo (ou em inglês: Miss Universe Germany) é a etapa nacional que leva a melhor candidata alemã para a disputa internacional pela coroa de Miss Universo. Anualmente participam da competição mulheres entre dezoito e vinte cinco anos com um mesmo sonho, de diversas partes da federação alemã. O concurso é organizado por Kim Kötter e desde 2009 passa a utilizar a nomenclatura "Universo" antes do título.

## Resultados

### Últimas Vencedoras
| Ano  | Região              | Vencedora            | I  | A    | Cidade Natal  | R      |
| 2006 | Nordrhein-Westfalen | Natalie Ackermann    | 25 | 1.75 | Düsseldorf    | [ 1 ]  |
| 2007 | Berlim              | Angelina Glass       | 19 | 1.71 | Berlim        | [ 2 ]  |
| 2008 | Schleswig-Holstein  | Madina Taher         | 21 | 1.79 | Elmshorn      | [ 3 ]  |
| 2009 | Nordrhein-Westfalen | Martina Lee          | 24 | 1.77 | Düsseldorf    | [ 4 ]  |
| 2010 | Baviera             | Kristiana Rohder     | 26 | 1.82 | Munique       | [ 4 ]  |
| 2011 | Baden-Württemberg   | Valeria Bystritskaia | 25 | 1.76 | Karlsruhe     | [ 5 ]  |
| 2012 | Hamburgo            | Alicia Endemann      | 24 | 1.75 | Hamburgo      | [ 6 ]  |
| 2013 | Berlim              | Anne-Julia Hagen     | 23 | 1.74 | Berlim        | [ 7 ]  |
| 2014 | Saxônia             | Josefin Donat        | 20 | 1.65 | Leipzig       | [ 8 ]  |
| 2015 | Berlim              | Sarah-Lorraine Riek  | 22 | 1.71 | Berlim        | [ 9 ]  |
| 2016 | Nordrhein-Westfalen | Johanna Acs          | 24 | 1.78 | Eschweiler    | [ 9 ]  |
| 2017 | Nordrhein-Westfalen | Sophia Koch          | 23 | 1.70 | Halle (Saale) | [ 9 ]  |
| 2018 | Baden-Württemberg   | Celine Willers       | 25 | 1.71 | Berlim        | [ 10 ] |
| 2019 | Berlim              | Miriam Rautert       | 23 | 1.64 | Berlim        |        |
| 2021 | Nordrhein-Westfalen | Hannah Seifer        | 19 | 1.75 | Düsseldorf    |        |

### Galeria

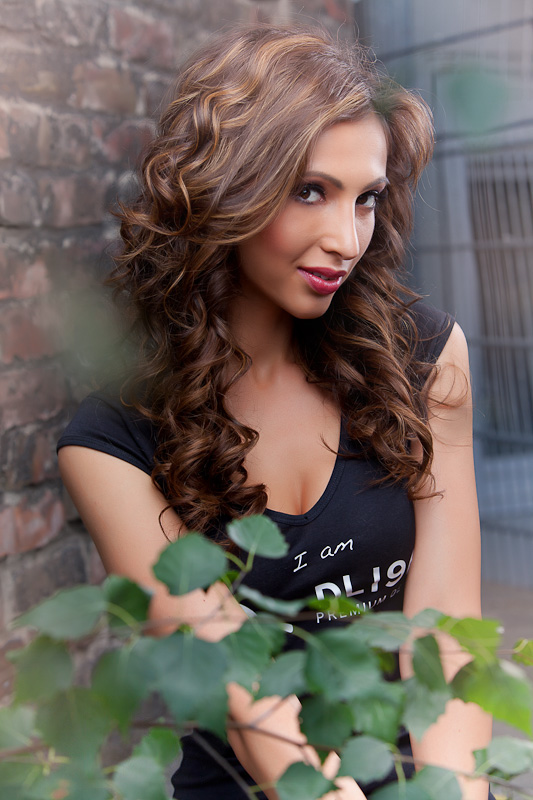
Miss Universe Germany 2011 Valeria Bystritskaia.
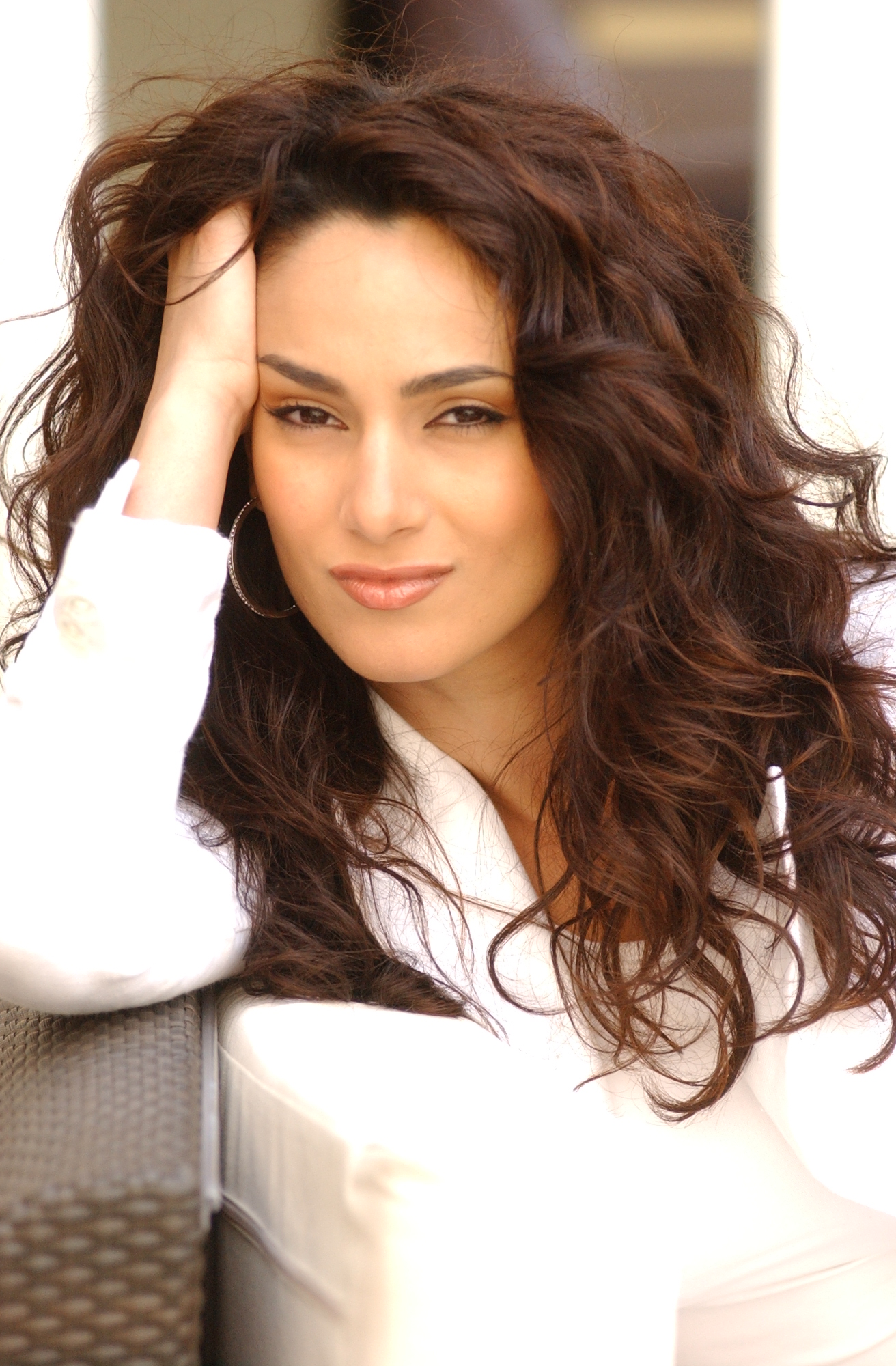
Miss Universe Germany 2005 Asli Bayram.
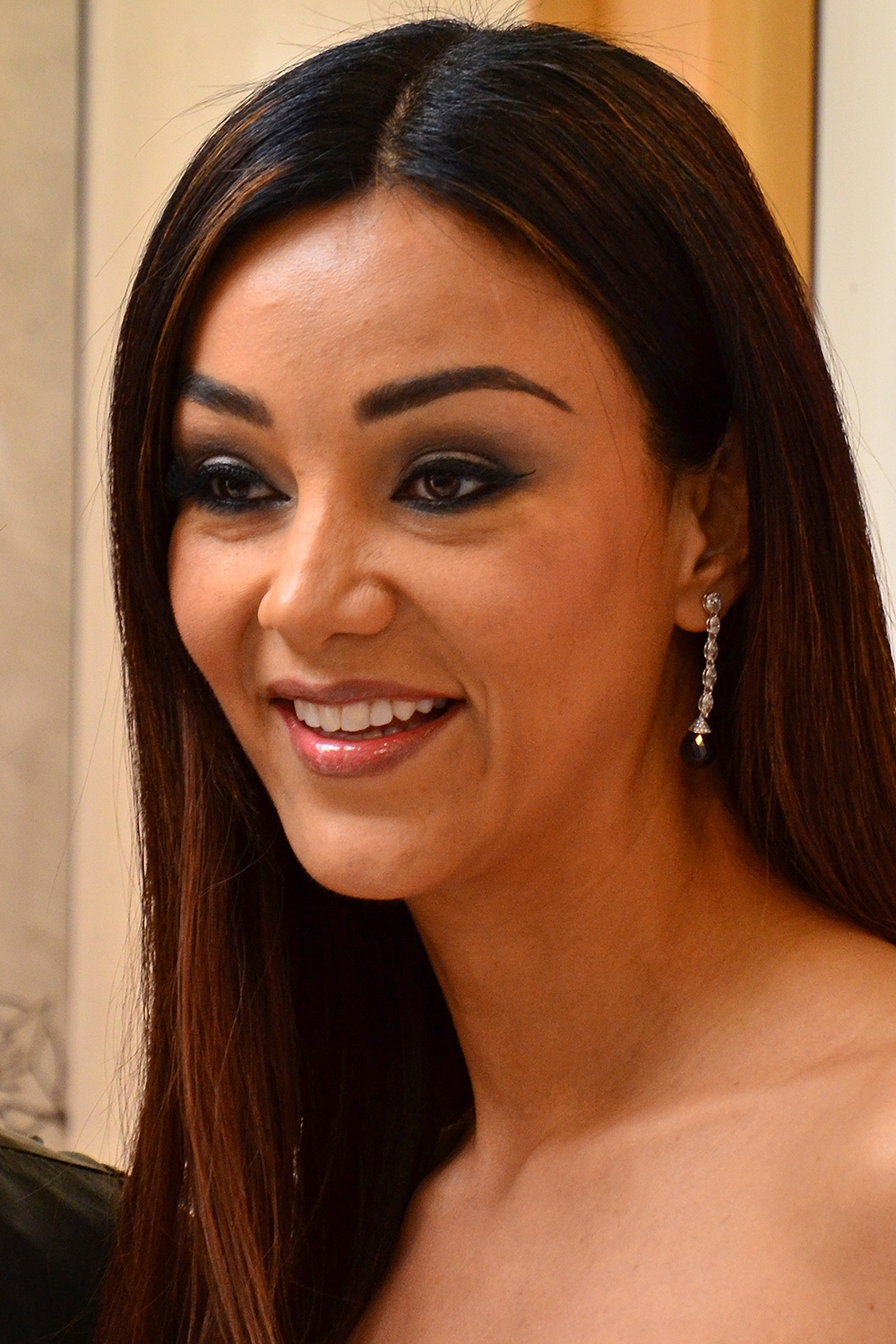
Miss Universe Germany 1993 Verona Feldbusch.
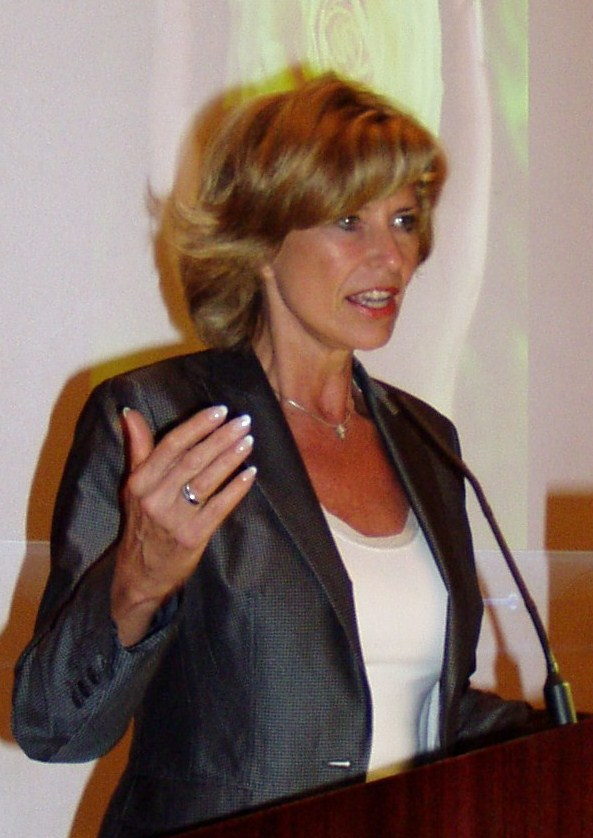
Miss Universe Germany 1973 Dagmar Wöhrl.
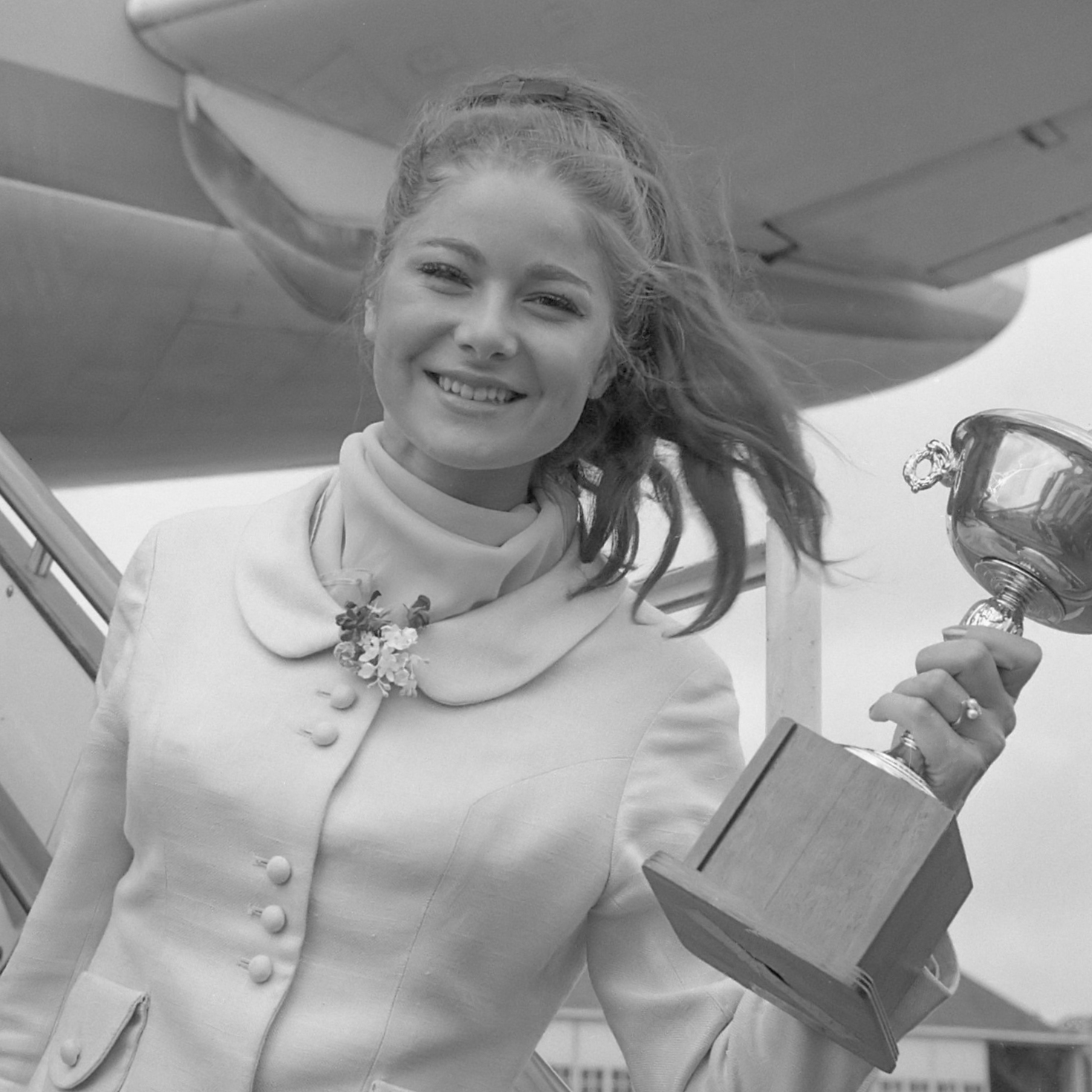
Miss Universe Germany 1965 Ingrid Bethke.
Miss Universe 1961 from Germany Marlene Schmidt.
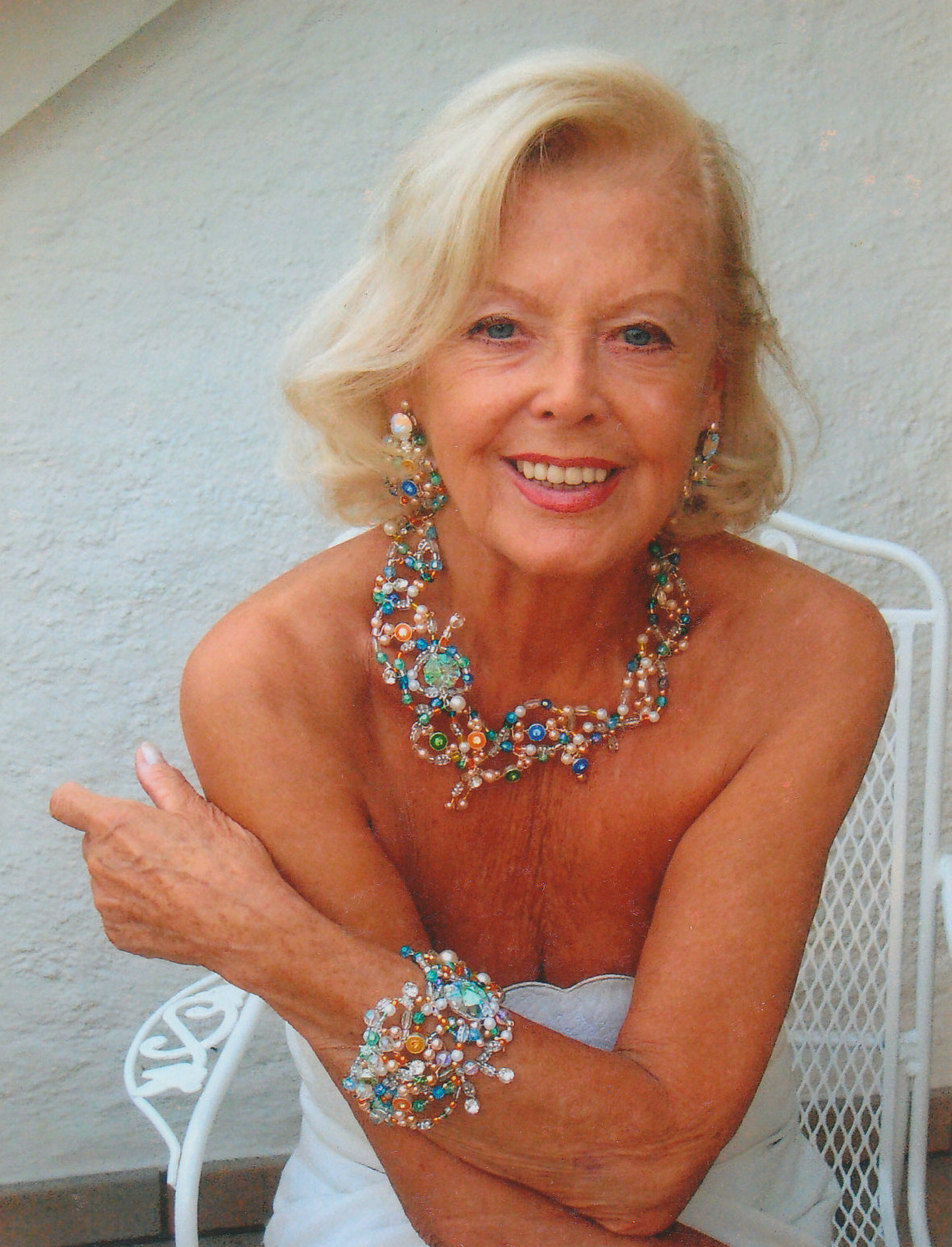
Miss Universe Germany 1953 Christel Schaack.

## Vitoriosas
| Ano  | Vencedora              | Região               | Colocação              |
| 2021 | Hannah Seifer          | Nordrhein-Westfalen  |                        |
| 2019 | Miriam Rautert         | Berlim               |                        |
| 2018 | Celine Willers         | Baden-Württemberg    |                        |
| 2017 | Sophia Koch            | Nordrhein-Westfalen  |                        |
| 2016 | Johanna Acs            | Nordrhein-Westfalen  |                        |
| 2015 | Sarah-Lorraine Riek    | Berlim               |                        |
| 2014 | Josefin Donat          | Sachsen              |                        |
| 2013 | Anne-Julia Hagen       | Berlim               |                        |
| 2012 | Alicia Endemann        | Hamburgo             |                        |
| 2011 | Valeria Bystritskaia   | Baden-Württemberg    |                        |
| 2010 | Kristiana Rohder       | Bayern               |                        |
| 2009 | Martina Lee            | Nordrhein-Westfalen  |                        |
| 2008 | Madina Taher           | Schleswig-Holstein   |                        |
| 2007 | Angelina Glass         | Berlim               |                        |
| 2006 | Natalie Ackermann      | Nordrhein-Westfalen  |                        |
| 2005 | Aslı Bayram            | Hessen               |                        |
| 2004 | Shermine Shahrivar     | Süddeutschland       |                        |
| 2003 | Alexsandra Vodjanikova | Bayern               |                        |
| 2002 | Natascha Börger        | Hamburgo             | Semifinalista (Top 10) |
| 2001 | Claudia Bechstein      | Freistaat Thüringen  |                        |
| 2000 | Sabrina Schepmann      | Brandenburg          |                        |
| 1999 | Diana Drubig           | Sachsen              |                        |
| 1998 | Katharina Mainka       | Rhineland-Palatinate |                        |
| 1997 | Agathe Neuner          | Berlim               |                        |
| 1996 | Miriam Ruppert         | Hessen               |                        |
| 1995 | Ilka Endres            | Nordrhein-Westfalen  |                        |
| 1994 | Tanja Wild             | Rhineland-Palatinate |                        |
| 1993 | Verona Feldbusch       | Hamburgo             |                        |
| 1992 | Monica Resch           | Freistaat Thüringen  |                        |
| 1991 | Katrin Richter         | Hessen               |                        |
| 1990 | Christiane Stöcker     | Hessen               |                        |
| 1989 | Andrea Stelzer         | Bayern               |                        |
| 1988 | Christiane Kopp        | Berlim               |                        |
| 1987 | Dagmar Schulz          | Nordrhein-Westfalen  |                        |
| 1986 | Birgit Jahn            | Bayern               |                        |
| 1985 | Angelika Roth          | Berlim               |                        |
| 1984 | Brigitte Berx          | Nordrhein-Westfalen  | Semifinalista (Top 10) |
| 1983 | Loana Rabecki          | Berlim               | Semifinalista (Top 12) |
| 1982 | Kerstin Paeserack      | Niedersachsen        | Semifinalista (Top 12) |
| 1981 | Marion Kurz            | Bayern               | Semifinalista (Top 12) |
| 1980 | Kathrin Glotzl         | Niedersachsen        |                        |
| 1979 | Andrea Hontschik       | Berlim               | Semifinalista (Top 12) |
| 1978 | Gabrielle Gottschalk   |                      |                        |
| 1977 | Marie-Luise Gassen     | Berlim               | 5º. Lugar              |
| 1976 | Birgit Margot Hamer    | Nordrhein-Westfalen  |                        |
| 1975 | Sigrid Silke Klose     |                      |                        |
| 1974 | Ursula Faustle         |                      |                        |
| 1973 | Dagmar Wöhrl           | Bayern               |                        |
| 1972 | Heidi Weber            | Bayern               | Semifinalista (Top 12) |
| 1971 | Vera Kirst             |                      |                        |
| 1970 | Irene Neumann          | Berlim               |                        |
| 1969 | Gesine Froese          | Schleswig-Holstein   |                        |
| 1968 | Lilian Atterer         | Bayern               |                        |
| 1967 | Fee Von Zitzewitz      | Schleswig-Holstein   |                        |
| 1966 | Marion Heinrich        | Nordrhein-Westfalen  | Semifinalista (Top 15) |
| 1965 | Ingrid Bethke          | Nordrhein-Westfalen  |                        |
| 1964 | Martina Kettler        | Berlim               |                        |
| 1963 | Helga Ziesemer         | Schleswig-Holstein   | Semifinalista (Top 15) |
| 1962 | Gisela Karschuck       | Niedersachsen        |                        |
| 1961 | Marlene Schmidt        | Sachsen              | MISS UNIVERSO 1961     |
| 1960 | Ingrun Möckel          | Hessen               | Semifinalista (Top 15) |
| 1959 | Carmela Künzel         | Berlim               | Semifinalista (Top 15) |
| 1958 | Marlies Behrens        | Bayern               | Semifinalista (Top 15) |
| 1957 | Gerti Daub             | Hamburgo             | 5º. Lugar              |
| 1956 | Marina Orschel         | Berlim               | 2º. Lugar              |
| 1955 | Margit Nünke           | Pommern              | 4º. Lugar              |
| 1954 | Regina Ernst           | Niedersachsen        | 4º. Lugar              |
| 1953 | Christel Schaack       | Berlim               | Semifinalista (Top 16) |
| 1952 | Renate Hoy             | Rhineland-Palatinate | 5º. Lugar              |

### Curiosidades
1. Shermine Shahrivar (2004) nasceu em Teerã, no Irã e venceu o concurso representando a região sul-alemã.
2. Alexsandra Vodjanikova (2003) nasceu em Kiev, na Ucrânia e representou o Estado da Baviera no concurso.
3. Natascha Börger (2002) nasceu em Caracas, na Venezuela. Antes de ganhar a coroa alemã ela havia disputado o Miss Venezuela.
4. Verona Feldbusch (1993) nasceu em La Paz, na Bolívia. Mudou com seus pais para Hamburgo, cidade-natal de seu pai.
5. Andrea Stelzer (1989) nasceu na África do Sul mas tinha nacionalidade alemã. Ela representou a Baviera no nacional.
6. Fee Zitzewitz (1967) nasceu em Kolberg, na antiga Pomerânia. Mas representou a região de Nordrhein-Westfalen no nacional.
7. Gerti Daub (1957) nasceu em Utrecht, na Holanda e venceu o concurso alemão representando Hamburgo.
8. Margit Nünke (1955) nasceu na antiga Pomerânia, que hoje pertence à Polônia. Ela é de Stettin.
9. Regina Ernst (1954) representou a região Norte da Alemanha Oriental no concurso que a elegeu. Ela é de Osnabrück.